# Раймонд Лайзанс
Раймонд Лайзанс (лат. Raimonds Laizāns, нар. 5 липня 1964, Рига) — латвійський футболіст, воротар.
Виступав за національну збірну Латвії. Разом з Айварсом Друпассом став першим в історії легіонером львівських «Карпат».

## Кар'єра
Вихованець ДЮСШ «Даугава» (Рига).
Починав грати за «Даугаву», але місце у основі молодому голкіперові здобути було важко. Лайзанс за 2 сезони провів усього 3 матчі — головним воротарем у «Даугаві» був Александр Кулаков, тому Лайзанс перейшов до друголігового колективу «Звейнієкс» (Лієпая), де отримав можливість грати в основному складі. Потім виступав за луцьку «Волинь» (сезони 1988—1989) і допоміг команді стати чемпіоном УРСР серед команд другої ліги. Клуб Віталія Кварцяного мав шанс вийти і до першої радянської ліги, але у перехідному турнірі пропустив на перше місце «Текстильник» (Тирасполь).
У 1990—1992 роках грав у команді «Карпати» (Львів). У цій команді він виграв зональний турнір другої ліги 1991 року, але цього разу перехідний турнір не відбувався — навесні 1992 року стартував перший незалежний чемпіонат України з футболу. У 1991 році він та ще один латвієць — нападник Айварс Друпасс стали першими футбольними легіонерами (тобто іноземцями) клубу, оскільки влітку 1991 р. Латвія та Україна стали самостійними державами.
Зіграв 6 поєдинків першості України 1992 і повернувся до Латвії — у клуб «Сконто». У цій команді, що стала лідером національного футболу, воротар виступав протягом 6 сезонів — у 1992—1997 рр. і здобув шість титулів чемпіона Латвії та три Кубки країни. У 1998 р. провів 1 сезон у вищій лізі російського чемпіонату — за «Факел» (Воронеж). Регулярно захищав ворота збірної Латвії, де дебютував ще у першому матчі збірної — 8 квітня 1992 з Румунією. Останню гру за Латвію провів у 1998 році.
Директор дитячо-юнацької школи «Сконто» (Рига).

## Титули та досягнення
- Чемпіон Латвії: 1992, 1993, 1994, 1995, 1996 і 1997
- Кубок Латвії: 1992, 1995 і 1997